# Kevin Clark
Kevin Clark (* 29. Dezember 1987 in Winnipeg, Manitoba) ist ein ehemaliger kanadischer Eishockeyspieler, der im Verlauf seiner aktiven Karriere zwischen 2006 und 2025 unter anderem annähernd 300 Spiele für die Krefeld Pinguine, Hamburg Freezers, Eisbären Berlin und Düsseldorfer EG in der Deutschen Eishockey Liga (DEL) auf der Position des rechten Flügelstürmers bestritten hat. In der Saison 2014/15 war Clark Torschützenkönig der DEL und in der Spielzeit 2021/22 konnte er den Meistertitel in der höchsten deutschen Eishockeyliga gewinnen. Zudem war er auch für die SCL Tigers und SC Rapperswil-Jona Lakers in der Schweizer Nationalliga (NLA) aktiv.

## Karriere
Clark startete seine Karriere bei den Winnipeg South Blues in der Manitoba Junior Hockey League (MJHL), der höchsten Jugendliga seiner Heimatprovinz Manitoba. Hier spielte er unter anderem mit dem späteren NHL-Profi Ryan Garbutt in einem Team. Trotz vieler erzielter Tore und Vorlagen war Clark vor allem für seine aggressive Spielweise bekannt, was 250 Strafminuten in seiner letzten Saison für die South Blues verdeutlichen. Nach drei Jahren verließ der Kanadier seine Heimatstadt und spielte fortan für die University of Alaska Anchorage in der Western Collegiate Hockey Association (WCHA), einer Division der National Collegiate Athletic Association (NCAA). In seiner zweiten und dritten Saison für die Seawolves – die Eishockeymannschaft der Hochschule – war er jeweils zweitbester Scorer seines Teams. So ging Clark als einer der Leistungsträger in sein Senior-Year. Als Assistenzkapitän war der Rechtsschütze in diesem mit Abstand der beste Torschütze und Scorer seiner Mannschaft.

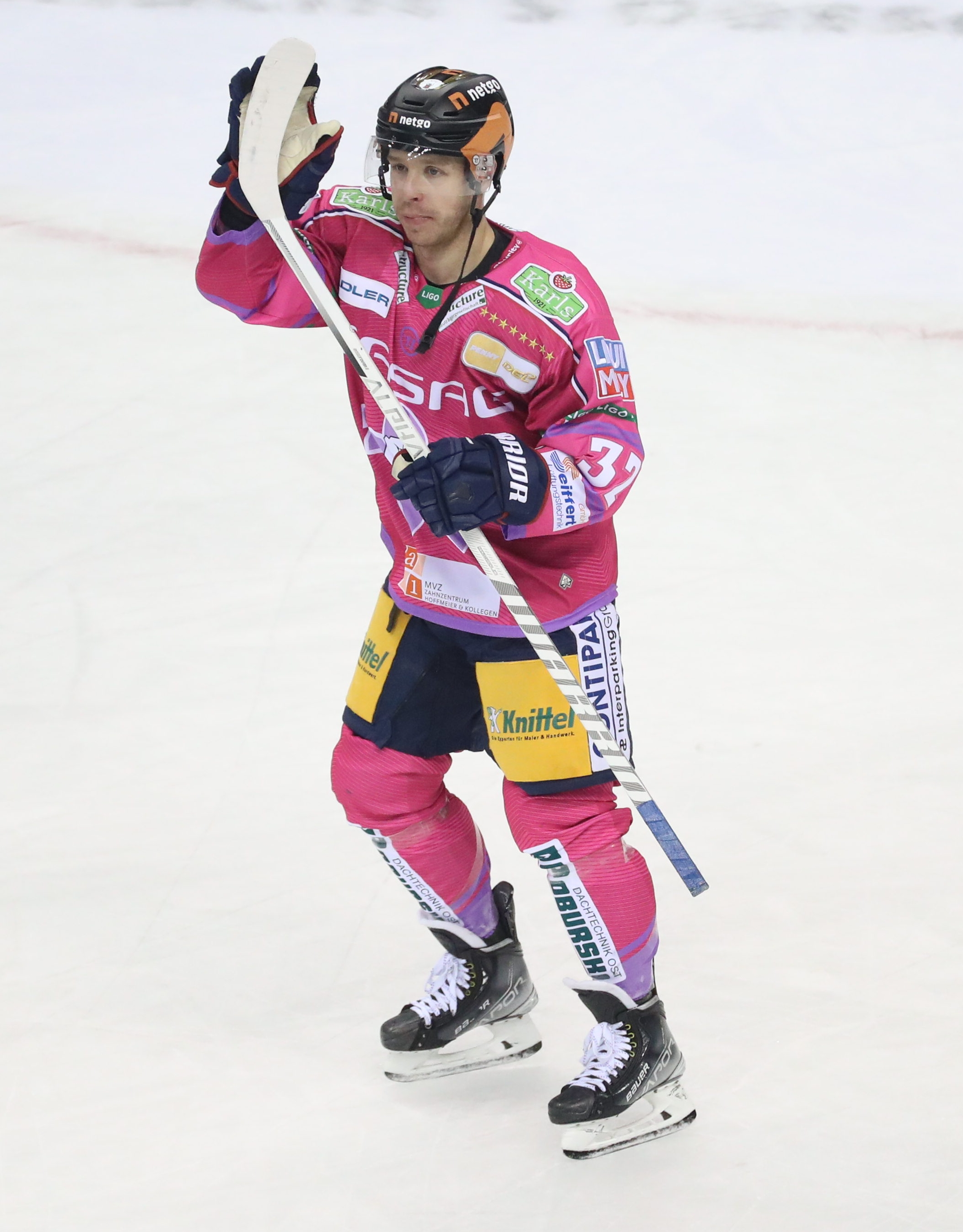
Clark im Trikot der Eisbären Berlin (2021)

Durch diese Leistungen wurden die Manitoba Moose auf ihn aufmerksam. Nach Abschluss der Spielzeit der WCHA nahmen die Kanadier aus der American Hockey League (AHL) den gebürtigen Manitobaner für die letzten neun Spiele der Saison und die darauffolgenden Play-offs unter Vertrag. Bei diesen konnte er überzeugen und wurde dementsprechend auch für die Folgesaison mit einem Kontrakt ausgestattet, es war die erste Profispielzeit für den damals 22-Jährigen. Aufgrund des Standortwechsels der Atlanta Thrashers in der NHL nach Winnipeg, der Heimat der Moose, wurde die AHL-Mannschaft aufgelöst. Das Nachfolgeteam, die St. John’s IceCaps waren allerdings von Clarks Leistungen überzeugt und nahmen ihn infolgedessen unter Vertrag. In den Spielen für das Team aus Neufundland brillierte der Stürmer insbesondere als guter Überzahlspieler.
Während einer weiteren Saison bei den IceCaps entschied sich der Kanadier Nordamerika zu verlassen, um einen Kontrakt bei den Krefeld Pinguinen aus der Deutschen Eishockey Liga (DEL) zu unterzeichnen. Sein erstes Spiel für die Pinguine absolvierte er am 15. Februar 2013 beim 4:3-Heimerfolg gegen die Adler Mannheim. Das erste Tor konnte Clark am vorletzten Spieltag beim 3:2-Auswärtssieg nach Penaltyschießen bei den Hamburg Freezers erzielen. Er markierte den entscheidenden Treffer im Shootout. Nach weiteren überzeugenden Auftritten in den Play-offs wurde sein Kontrakt um ein weiteres Jahr verlängert. In der Saison 2013/14 bildet der Flügelspieler zusammen mit Adam Courchaine und Daniel Pietta eine der erfolgreichsten Angriffsformationen der Liga. Die Saison beendete er mit insgesamt 68 Scorerpunkten und hatte mit einer Plus/Minus-Statistik von +25 den Bestwert in der Liga.
Zur Saison 2014/15 wechselte der Angreifer zum Ligakonkurrenten Hamburg Freezers und unterschrieb dort einen Zweijahresvertrag. Bei den Hanseaten konnte er unmittelbar an die Offensivleistungen im Vorjahr anknüpfen, beim 8:1-Erfolg gegen die Nürnberg Ice Tigers im Oktober 2014 erzielte Clark vier Tore innerhalb von 22 Minuten, was zuvor noch keinem Freezers-Akteur in der Geschichte des Klubs gelang. Weiterhin stellte der Kanadier mit 32 Saisontoren ebenfalls einen neuen Vereinsrekord auf, landete mit insgesamt 66 Scorerpunkten auf dem zweiten Platz innerhalb der Liga und wies zum zweiten Mal infolge die beste Plus/Minus-Statistik auf. Seine teils herausragenden Leistungen wurden im Anschluss an die Hauptrunde mit der Auszeichnung zum Stürmer als auch zum Spieler des Jahres in der DEL geehrt.
Im Mai 2015 wurde sein noch ein Jahr geltender Kontrakt in Hamburg aufgelöst, nachdem Clark einen Wechselwunsch geäußert hatte. Er schloss sich den SCL Tigers aus der Schweizer National League A (NLA) an, wo der ehemalige Freezers-Trainer Benoit Laporte das Amt des Cheftrainers übernommen hatte. Clark erzielte in 42 Spielen der NLA-Hauptrunde 18 Treffer und 19 Torvorlagen. Hinzu kamen drei Treffer und elf Torvorlagen in zwölf Relegationsspielen. Er war damit bester Torschütze seiner Mannschaft in der Saison 2015/16. Im Juni 2016 wurde Clark vom schwedische Erstligisten Brynäs IF verpflichtet und gehörte dort in den folgenden zwei Spieljahren zu den Leistungsträgern. Mit 23 Toren war er in der Saison 2016/17 bester Torschütze der Svenska Hockeyligan und erreichte mit Brynäs die Vizemeisterschaft. Im Juni 2018 wurde Clark von Dinamo Riga aus der Kontinentalen Hockey-Liga (KHL) unter Vertrag genommen. Bei den Letten spielte der Kanadier allerdings nur bis Januar 2019, ehe er in die Schweiz zu den SC Rapperswil-Jona Lakers wechselte und dort einen Vertrag bis 2021 erhielt. In seinen zwei Spielzeiten in Rapperswil war er jeweils zusammen mit Roman Červenka der punktbeste Spieler des Vereins und in der Spielzeit 2020/21 mit 21 Toren der beste ausländische Saisontorschütze der gesamten Liga. Trotzdem wurde aus strategischen Gründen – der Verein wollte mit einem ausländischen Spieler lieber die Verteidigerposition besetzen – sein Vertrag nicht verlängert und Clark kehrte in DEL zurück, als er im Mai 2021 ein Angebot von den Eisbären Berlin annahm. Dort verbrachte der Kanadier zwei Spielzeiten, in denen er ein solider 30-Punkte-Spieler war und damit sein Anteil am Gewinn der DEL-Meisterschaft der Berliner in der Saison 2021/22 leistete. Zum Ende der Saison 2022/23 wurde ein Vertragsauflösung im beiderseitigen Einvernehmen vereinbart und Clark wechselte innerhalb der DEL für eine Spielzeit zur Düsseldorfer EG.
Im September 2024 gab der 36-Jährige zunächst das Ende seiner aktiven Karriere bekannt und das er demnächst als Trainer in der US-amerikanischen Juniorenliga United States Hockey League (USHL) tätig ist. Dort arbeitete Clark bis Februar 2025 für die Tri-City Storm, ehe er aus dem Ruhestand zurückkehrte und sich bis zum Ende der Saison 2024/25 dem österreichischen Klub EC KAC aus der ICE Hockey League anschloss.

## Erfolge und Auszeichnungen
| - 2009 WCHA All-Academic Team - 2010 WCHA All-Academic Team - 2015 Bester Torschütze der DEL-Hauptrunde - 2015 DEL-Stürmer des Jahres - 2015 DEL-Spieler des Jahres - 2015 Spengler-Cup-Gewinn mit dem Team Canada | - 2017 Schwedischer Vizemeister mit Brynäs IF - 2017 Håkan Loob Trophy - 2019 Spengler-Cup-Gewinn mit dem Team Canada - 2019 Topscorer des Spengler Cups - 2019 Spengler Cup All-Star-Team - 2022 Deutscher Meister mit den Eisbären Berlin |

## Karrierestatistik

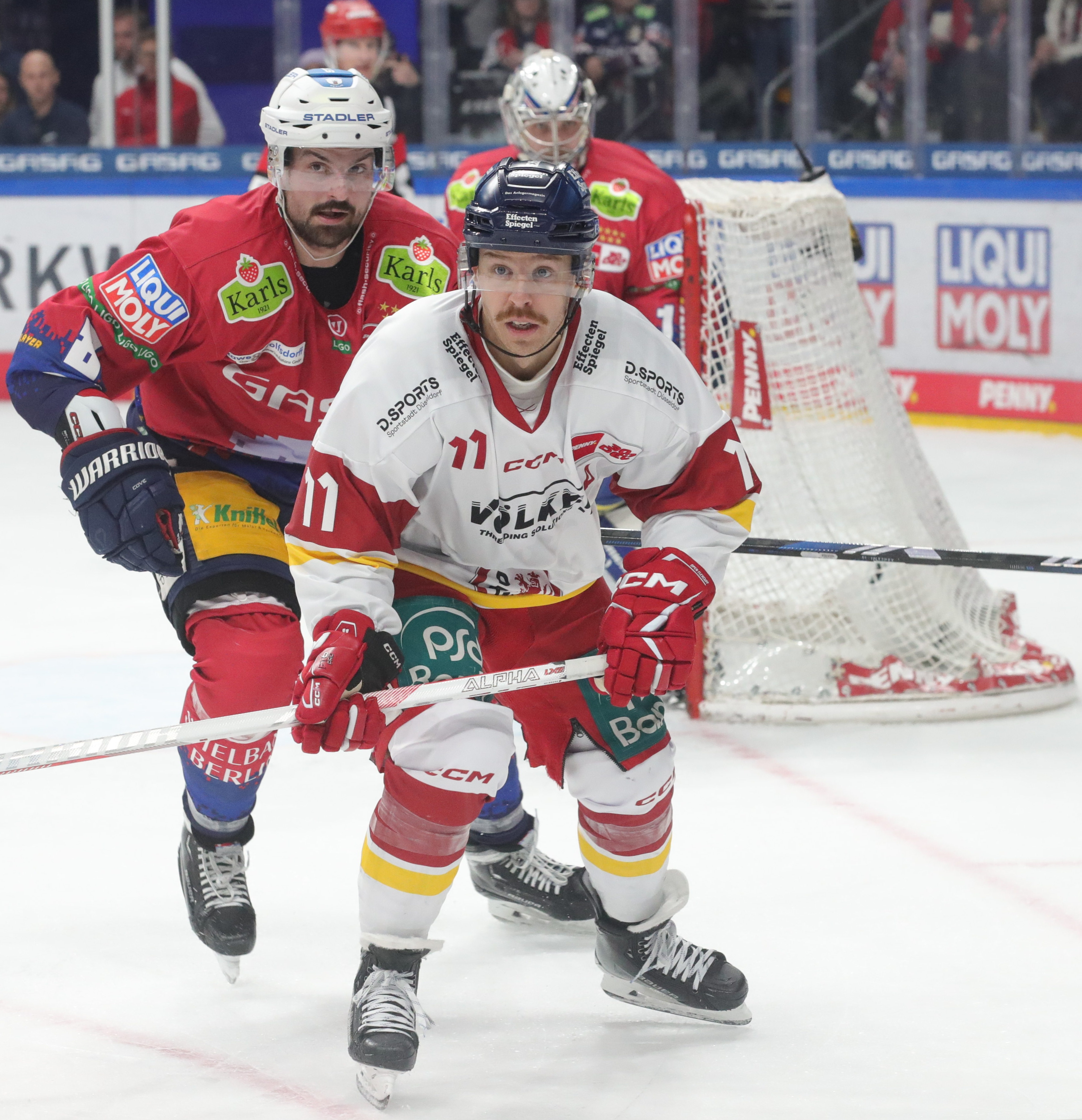
Clark im Trikot der Düsseldorfer EG (2023)

(Legende zur Spielerstatistik: Sp oder GP = absolvierte Spiele; T oder G = erzielte Tore; V oder A = erzielte Assists; Pkt oder Pts = erzielte Scorerpunkte; SM oder PIM = erhaltene Strafminuten; +/− = Plus/Minus-Bilanz; PP = erzielte Überzahltore; SH = erzielte Unterzahltore; GW = erzielte Siegtore; 1 Play-downs/Relegation; Kursiv: Statistik nicht vollständig)